# Корраль, Ракель
Ракель Корраль Аснар (исп. Raquel Corral Aznar; род. 1 декабря 1980, Мадрид) — испанская спортсменка (синхронное плавание), серебряный призер летних Олимпийские игр 2008 года в группе. Чемпионка мира 2009 года.